# 1740年代
1740年代（せんななひゃくよんじゅうねんだい）は、西暦（グレゴリオ暦）1740年から1749年までの10年間を指す十年紀。
ヨーロッパではオーストリア継承戦争が勃発し、ほぼ8年近くに渡って続いた。この戦争は、ヨーロッパの主要国だけでなく、北アメリカやカリブ海、インドまでも戦禍に巻き込んだものになった。
西アジアでは、アフシャール朝（ペルシア）のナーディル・シャーが中央アジアやデリーの占領に成功した後、ペルシア湾沿岸諸国やオスマン帝国と干戈を交えた。一大帝国を作り上げたナーディル・シャーだったが1747年に暗殺される。彼の帝国はガージャール朝やザンド朝の自立により崩壊した。
東アジアは比較的平和な時期であった。清では、乾隆帝のもと、王朝の絶頂期とも言える時代を謳歌していた。1740年代の末頃には十全武功のうちのひとつ、大小金川の戦いが起こり、清はいよいよ最大版図までの拡大を辿っていく。日本の江戸幕府では、将軍徳川吉宗が晩年に至るまで政治に影響力を及ぼしていたが、この時代の終わりには各地で一揆が頻発するようになっていた。

## できごと

### 1740年
- 5月31日 - フリードリヒ・ヴィルヘルム1世が崩御し、フリードリヒ2世がプロイセン王に即位。
- マリア・テレジアがハプスブルク家を相続、オーストリア継承戦争が勃発。
- ベネディクトゥス14世、ローマ教皇に選出される。
- 乾隆帝、「満洲根本の地」である山海関外への入植を禁ずる。

### 1741年
- 4月12日（元文6年2月27日） - 日本、改元して寛保元年。

### 1742年
- 徳川吉宗のもと、公事方御定書が完成。
- ヘンデル、オラトリオ『メサイア』をダブリンにて初演。

### 1743年
- フランス国王ルイ15世が親政を開始。
- クリンケンベルグ彗星が翌年にかけて観測される。

### 1744年
- 8月5日（寛保4年2月21日） - 日本、改元して延享元年。
- マリア・テレジアの夫フランツ1世が神聖ローマ帝国皇帝に即位。

### 1745年
- 徳川家重、徳川幕府9代将軍となる。
- ルイブールの戦いが起こる。

### 1746年
- カロデンの戦い。1745年ジャコバイト蜂起の終結。
- スペイン国王フェルナンド6世即位。
- 『菅原伝授手習鑑』初演。

### 1747年
- アフガニスタンにドゥッラーニー朝が成立する。
- J.S.バッハ、フリードリヒ2世に『音楽の捧げもの』を献上。
- 『義経千本桜』初演。

### 1748年
- アーヘンの和約。
- 8月5日（延享5年7月12日） - 日本、改元して寛延元年。
- 『仮名手本忠臣蔵』初演。

### 1749年
- オーストリア継承戦争の終結を祝い、ヘンデルが『王宮の花火の音楽』を作曲。
- 試合記録が残っているゲームとしては最古の野球の試合が王太子フレデリック・ルイスらによって行われる[1]。

## 世相

### 文化
- 日本 - 江戸で金魚が大衆にも流行[2]。